# Fawzi Selu
Fawzi Selu o Faouzi Selu (àrab: فوزي السلو, Fawzī as-Salū) (Damasc, 1905-1972) fou un militar sirià que va ser diverses vegades ministre de defensa i posteriorment també president, primer ministre i cap d'estat major de Síria; va exercir les seves funcions de president del 3 de desembre de 1951 a l'11 de juliol de 1953.

## Biografia
Fawzi Selu, nadiu de Damasc, va estudiar a l'escola militar de la seva ciutat natal, a la sortida de la qual es va unir a les forces especials franceses, formades a Síria quan França exercia el seu mandat en el país (des de juliol de 1920).
La seva carrera militar fou llavors un èxit, i esdevingué el 1946 el director de l'escola militar de Homs. Va participar en la guerra araboisraeliana de 1948, on esdevingué molt pròxim del general Husni al-Za'im, futur president.
Quan Zaim va accedir al poder l'any 1949, Selu esdevingué agregat militar a les negociacions de pau sírioisraeliana. Fou el principal arquitecte del armistici que es va signar el 12 de juliol de 1949.
Selu, que tenia el suport de Zaim, volia un arranjament complet del conflicte amb Israel, volia trobar un acord amb els israelians sobre les fronteres, els refugiats palestins i l'establiment d'una ambaixada siriana a Tel-Aviv.
Però el president Zaim fou víctima d'un cop d'Estat portat a terme pel seu company i amic el coronel Sami al-Hinnawi, que el va empresonar i a continuació el va fer executar. Els representants de la societat civil van poder de nou accedir al poder, entre els quals el cap nacionalista Hashim al-Atassi. Atassi va acceptat l'armistici amb Israel, però va refusar de signar un tractat de pau amb aquest país.
Amb el cop d'Estat de Adib ShiShakli el 19 de desembre de 1949 Selu es va acostar al nou líder, i esdevingué el seu braç dret. ShiShakli volia que al-Atassi es mantingués a la presidència de la república, però tenia la voluntat d'imposar un home de confiança com a ministre de defensa (per torpedinar qualsevol avanç en el projecte d'unió amb l'Iraq al que Shishakli s'oposava) i aquest home fou el major general Selu, Això va molestar a al-Atassi, que ho va acceptar a contracor, fins que quan el seu primer ministre Maaruf ad-Dawalibi es va negar a nomenar a Selu en aquest ministeri i fou arrestat per al-Shishakli, al-Atassi va dimitir immediatament del seu càrrec.
El general Shishakli va prendre llavors la decisió de nomenar Fawzi Selu com a president de la república, primer ministre (i ministre de defensa) i cap d'estat-major. Però tots els poders eren en realitat entre les mans de Shishakli.
Junts, els dos homes van posar dempeus un estat policíac suprimint tota oposició. Sota la direcció de Shishakli, Selu va millorar les relacions entre el seu país i Jordània, obrint la primera ambaixada siriana a Amman. Va provar igualment de mantenir bones relacions diplomàtiques amb l'Egipte, la Aràbia Saudita i el Líban.
L'11 de juliol de 1953, Shishakli posa punt final a les funcions de Selu, i esdevingué ell mateix president de la república. Selu es va retirar llavors de la política i es va traslladar a l'Aràbia Saudita on esdevingué un dels principals consellers del rei Saud i a continuació del rei Faisal.
Quan Shishakli fou enderrocat el febrer de 1954, el tribunal militar de Damasc va acusar Selu de corrupció, abús de poder i modificació il·legal de la constitució. Fou condemnat a mort en absència. Va morir amb 67 anys el 29 d'abril de 1972 al Hospital Militar de Harasta, prop de Damascus.